# Nébuleuse du Voile
La nébuleuse du Voile est un nuage de gaz et de poussières chauffés et ionisés dans la constellation du Cygne.
Elle constitue la partie visible des dentelles du Cygne, un reste de supernova, dont de nombreuses parties ont acquis leurs propres noms individuels et identifiants de catalogue. La supernova d'origine était une étoile 20 fois plus massive que le Soleil qui a explosé entre 10 000 et 20 000 ans. Au moment de l'explosion, la supernova serait apparue plus brillante que Vénus dans le ciel, et visible en plein jour. Les vestiges se sont depuis étendus pour couvrir une zone du ciel d'environ 3 degrés de diamètre (environ 6 fois le diamètre et 36 fois la surface de la pleine Lune). Alors que les estimations précédentes de la distance variaient de 1200 à 5 800 années-lumière, une détermination récente de 2 400 années-lumière est basée sur des mesures astrométriques directes(Les estimations de la distance affectent également les estimations de la taille et de l'âge). 
Le télescope spatial Hubble a capturé plusieurs images de la nébuleuse. L'analyse des émissions de la nébuleuse indique la présence d'oxygène, de soufre et d'hydrogène. La dentelle du cygne est également un fort émetteur d'ondes radio et de rayons X. 
Le 24 septembre 2015, de nouvelles images et vidéos de la nébuleuse du Voile ont été publiées par l'Space Telescope Science Institute,avec une explication des images. 

## Composantes

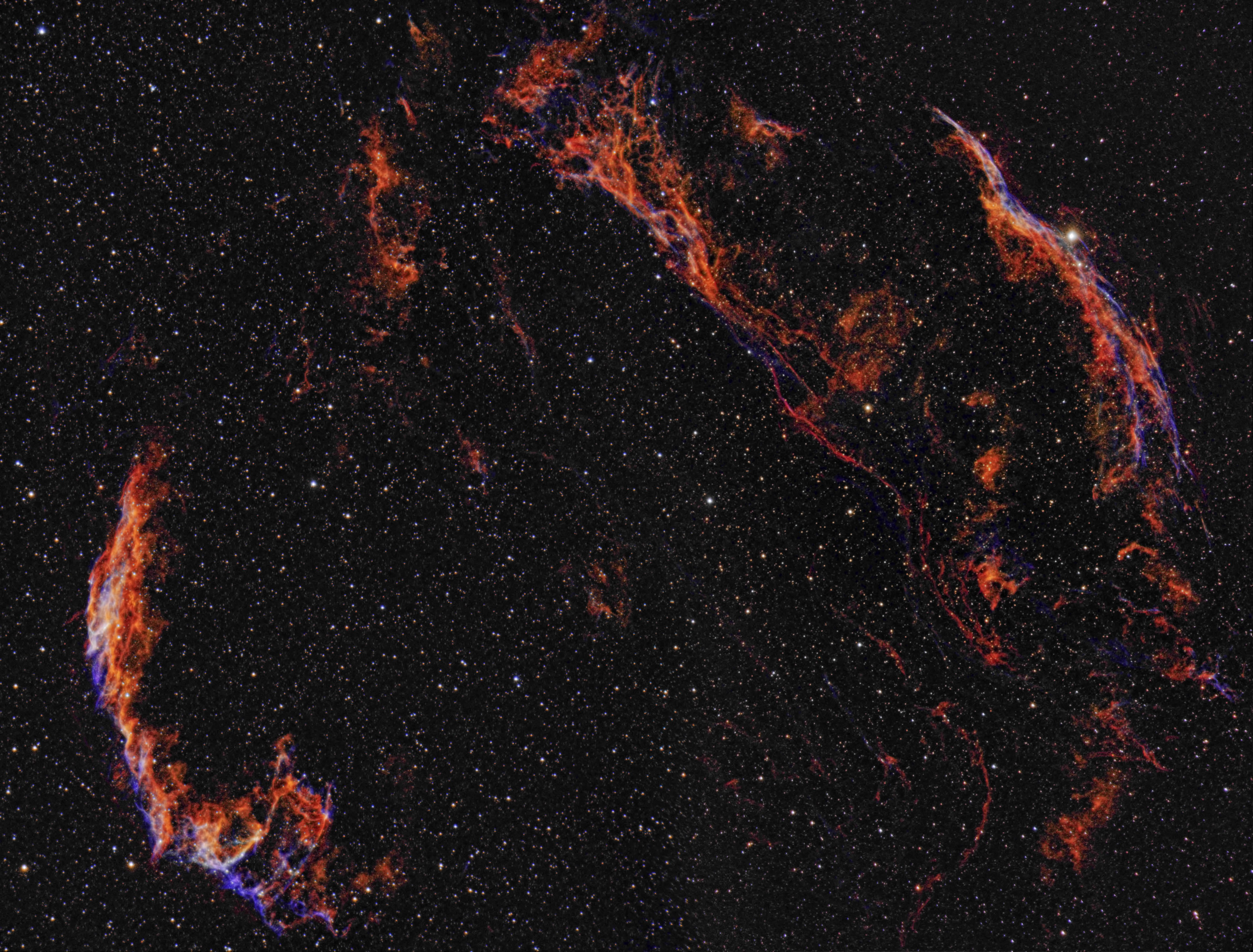
Une image à bande étroite en fausses couleurs réalisée à l'aide d'un équipement amateur.

Dans l'usage moderne, les noms de nébuleuse du voile, nébuleuse du cirrus et nébuleuse filamenteuse font généralement référence à toute la structure visible du vestige, voire à la boucle entière elle-même. La structure est si grande que plusieurs numéros NGC ont été attribués à divers arcs de la nébuleuse.  Il y a trois composantes visuelles principales :
- Le voile occidental (également connu sous le nom de Caldwell 34), composé de NGC 6960 (le balai de sorcière[10], Nébuleuse en lacet[6], et la Nébuleuse filamenteuse[10]) près de l'étoile de premier plan 52 Cygni.
- Le Voile oriental (également connu sous le nom de Caldwell 33), dont la zone la plus brillante est NGC 6992, se prolongeant plus au sud par NGC 6995 (avec NGC 6992, également connue sous le nom de « Nébuleuse du réseau »[11]) et IC 1340.
- Le Triangle de Pickering (ou Wisp triangulaire de Pickering), le plus brillant au bord central nord de la boucle, mais visible sur les photographies qui continuent vers la zone centrale de la boucle.

NGC 6974 et NGC 6979 sont des nœuds lumineux dans une tache de nébulosité plus faible sur le bord nord entre NGC 6992 et le Triangle de Pickering,.

## Observation

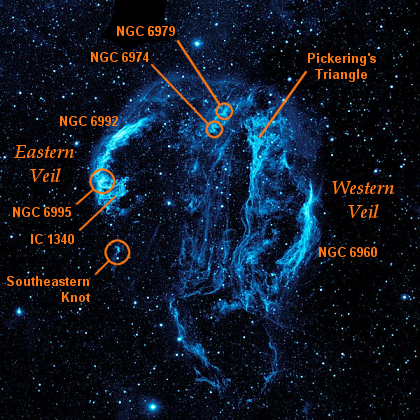
Photographie de la NASA de la boucle de Cygnus en lumière ultraviolette, avec des étiquettes aux caractéristiques bien connues. (25 novembre 2012)

La nébuleuse a été le 5 septembre 1784 par William Herschel. Il décrivit l'extrémité occidentale de la nébuleuse comme"« Etendue ; passe à travers 52 Cygni ... près de 2 degrés de longueur », et décrivit l'extrémité orientale comme « Nébulosité ramifiée ... La partie suivante se divise en plusieurs courants qui s'unissent à nouveau vers le sud ».
Lorsqu'elles sont finement résolues, certaines parties de la nébuleuse apparaissent comme des filaments en forme de corde. L'explication standard est que les ondes de choc sont si fines, moins d'une partie sur 50 000 du rayon, que la coquille n'est visible que lorsqu'on la regarde exactement de côté, ce qui lui donne l'apparence d'un filament. À la distance estimée de 2 400 années-lumière, la nébuleuse a un rayon de 65 années-lumière (un diamètre de 130 années-lumière). L'épaisseur de chaque filament est de 1⁄50 000e du rayon, soit environ 4 milliards de miles, à peu près la distance entre la Terre et Pluton. Les ondulations de la surface de la coquille conduisent à de multiples images filamentaires, qui semblent être entrelacées.
La nébuleuse du Voile est en expansion à une vitesse d'environ 1,5 million de kilomètres par heure. Grâce aux images prises par le télescope spatial Hubble entre 1997 et 2015, l'expansion de la nébuleuse du voile a été directement observée,.

## Galerie

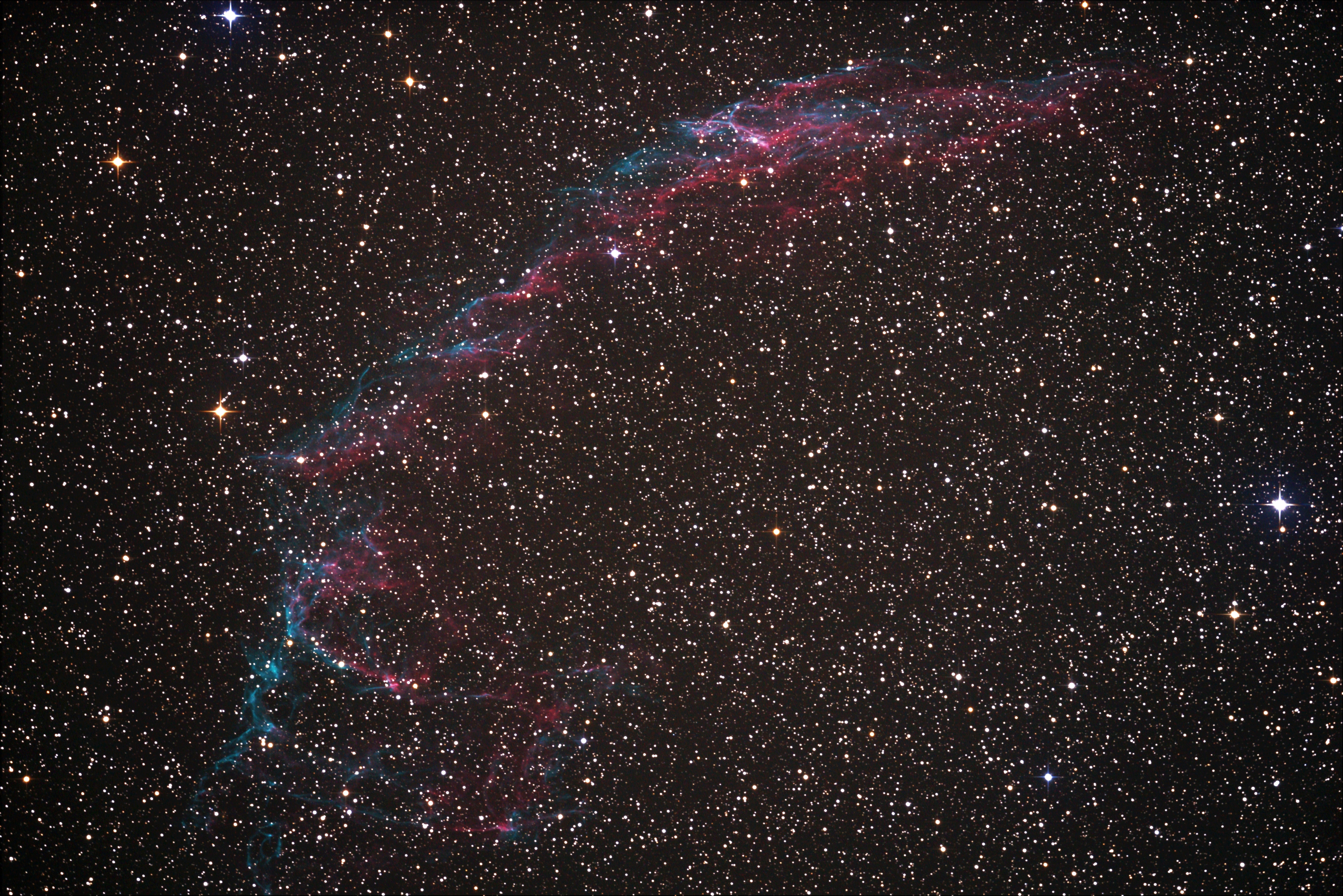
voile oriental, vue large, équipement amateur (NGC6992)
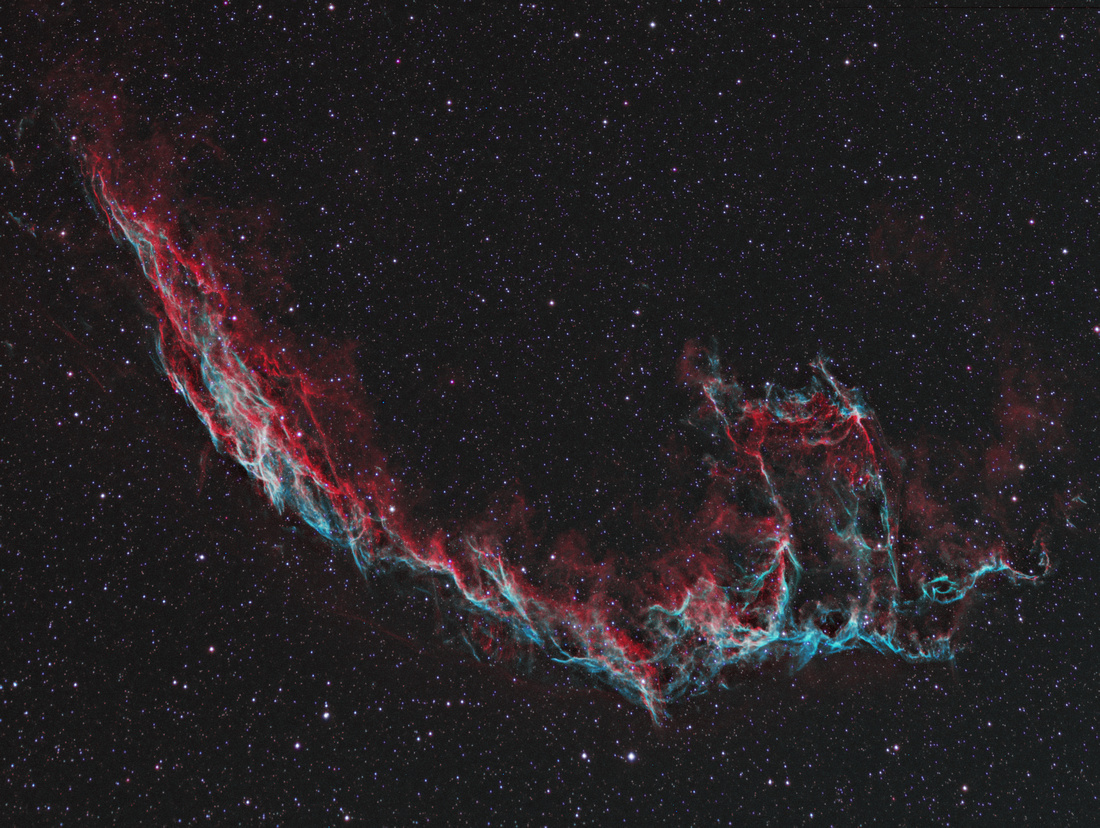
Voile oriental (NGC 6992/95)
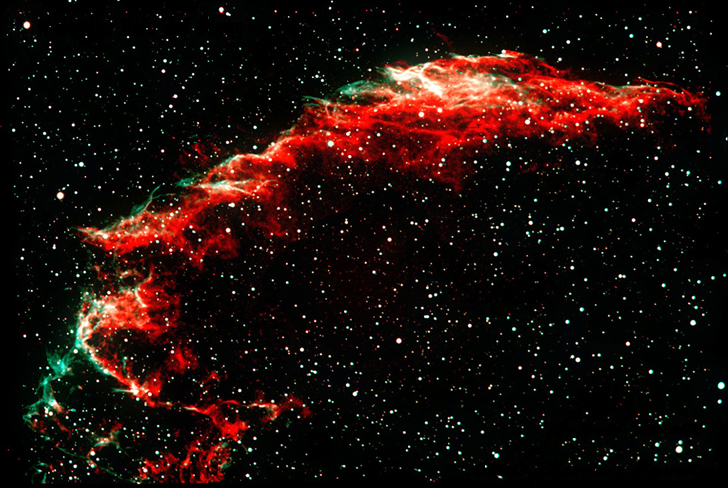
Détail du voile oriental (NGC6992)

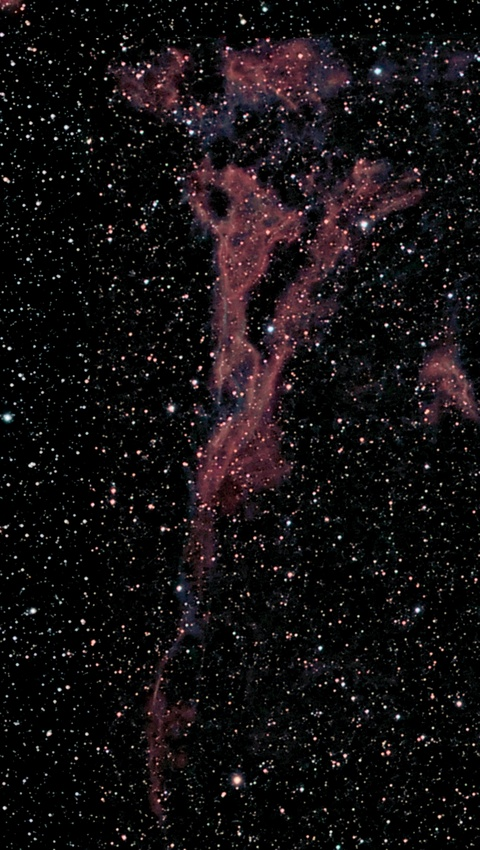
Wisp triangulaire de Pickering (Fleming)
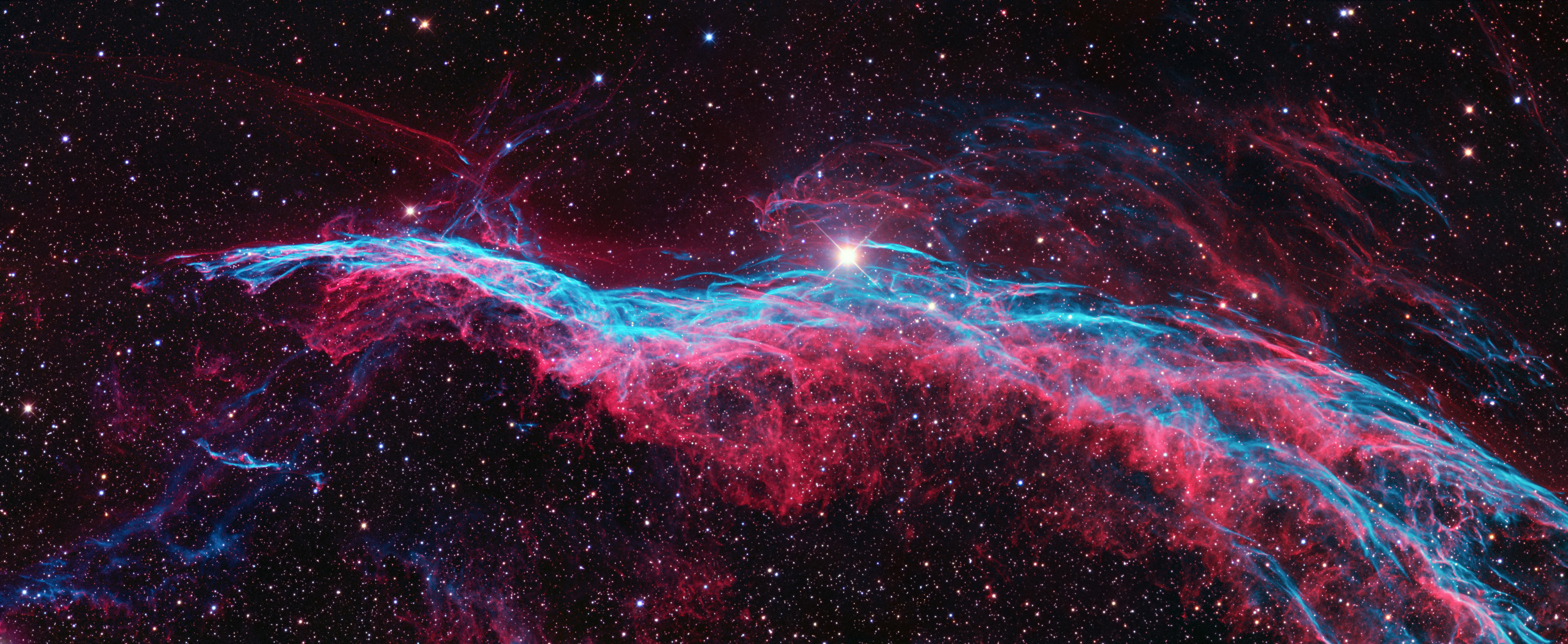
Voile occidentale (NGC 6960)
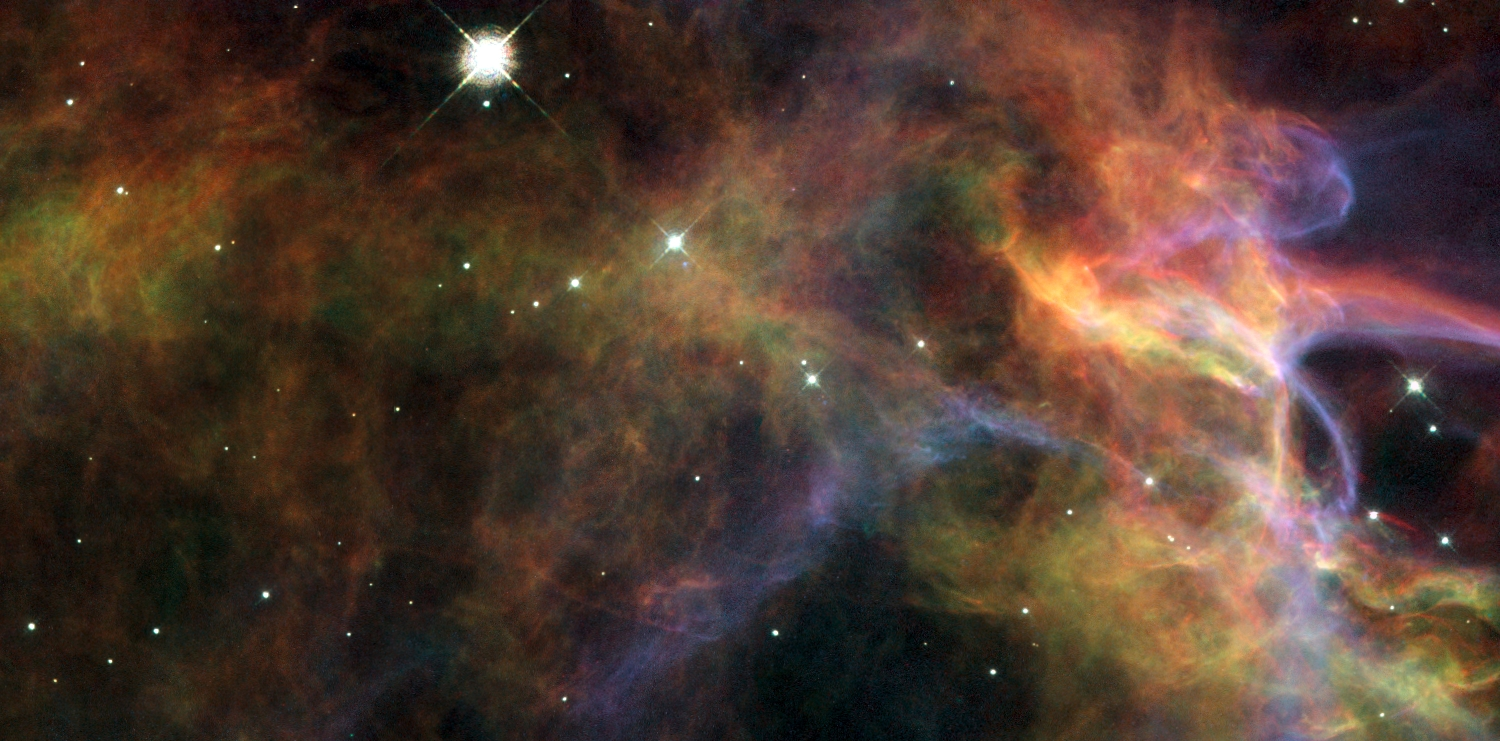
Détail de la nébuleuse du voile
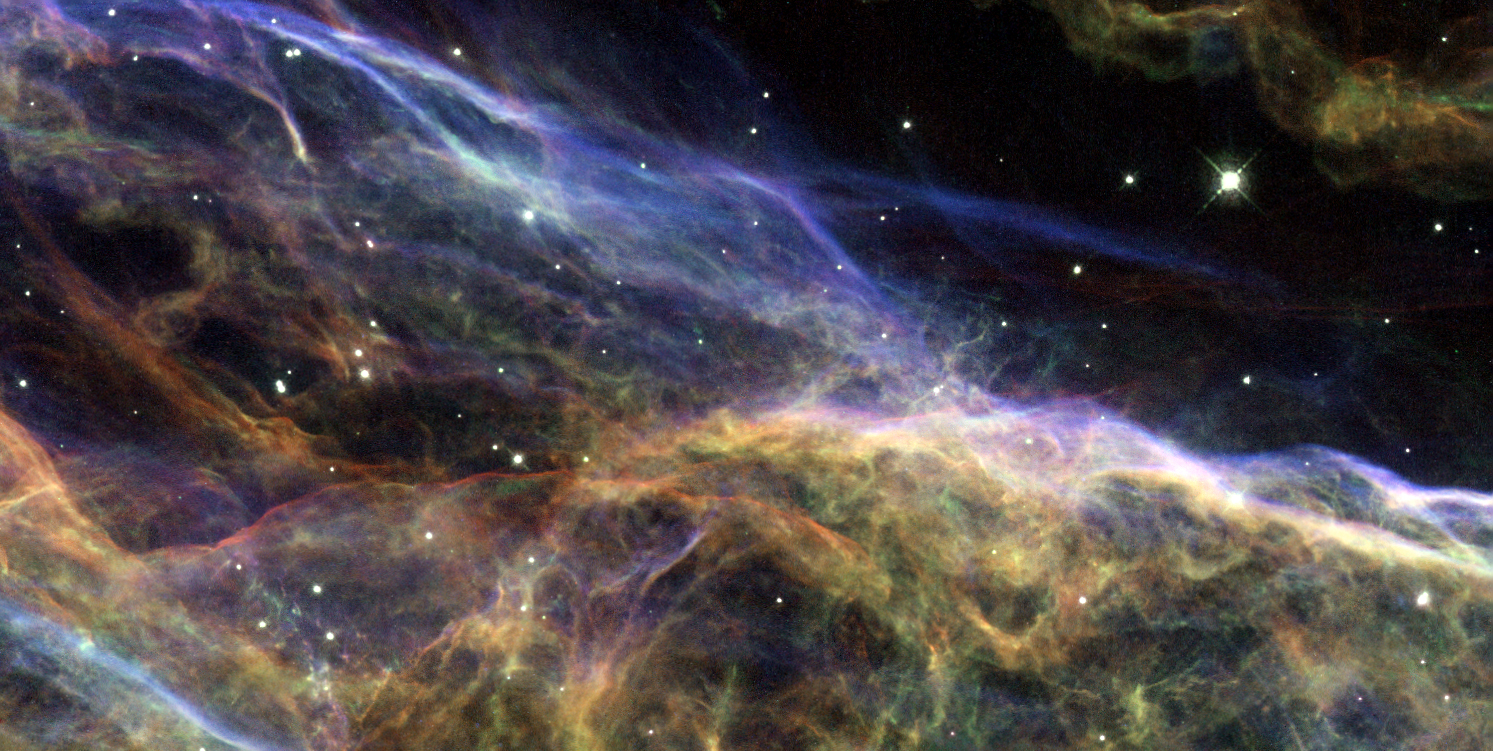
Partie photographiée par le télescope spatial Hubble.

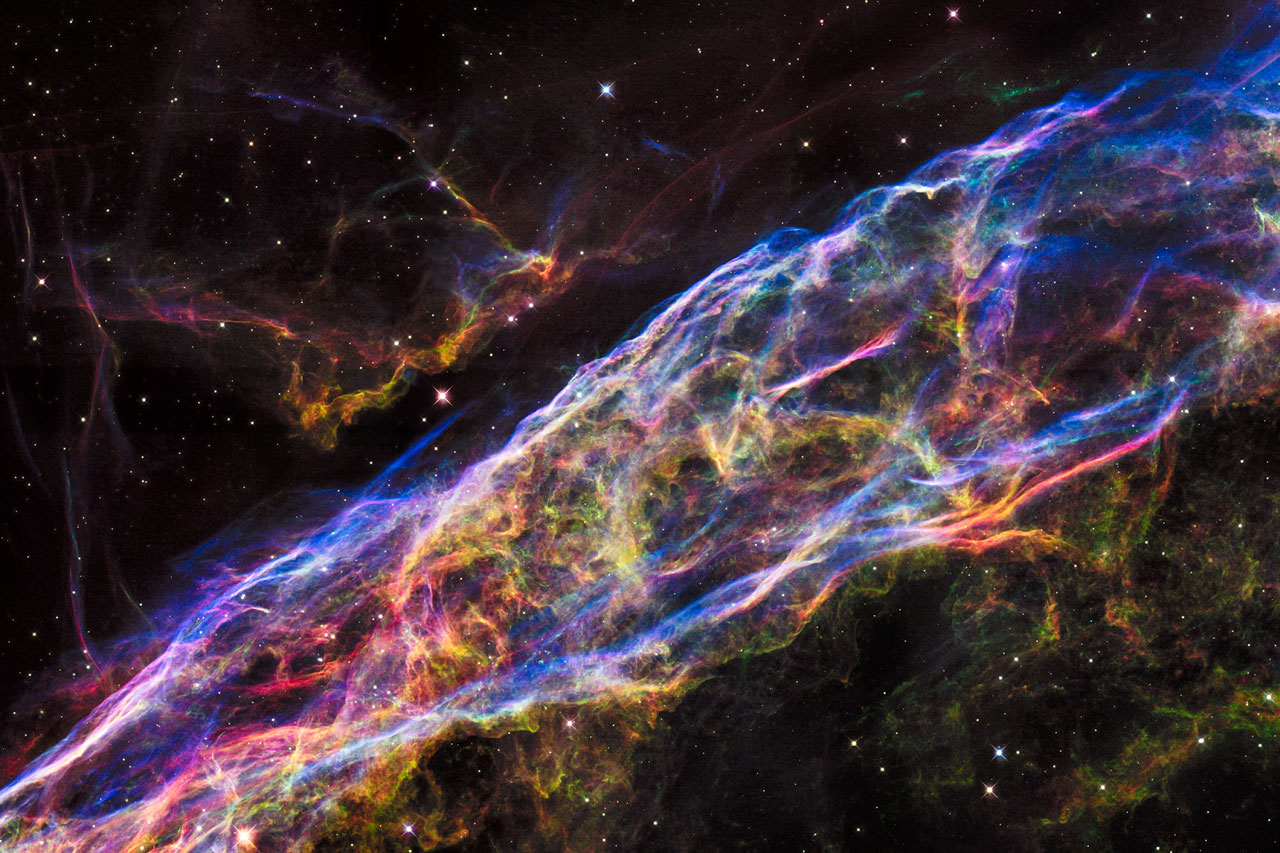
nébuleuse du voile observé par Hubble[18].
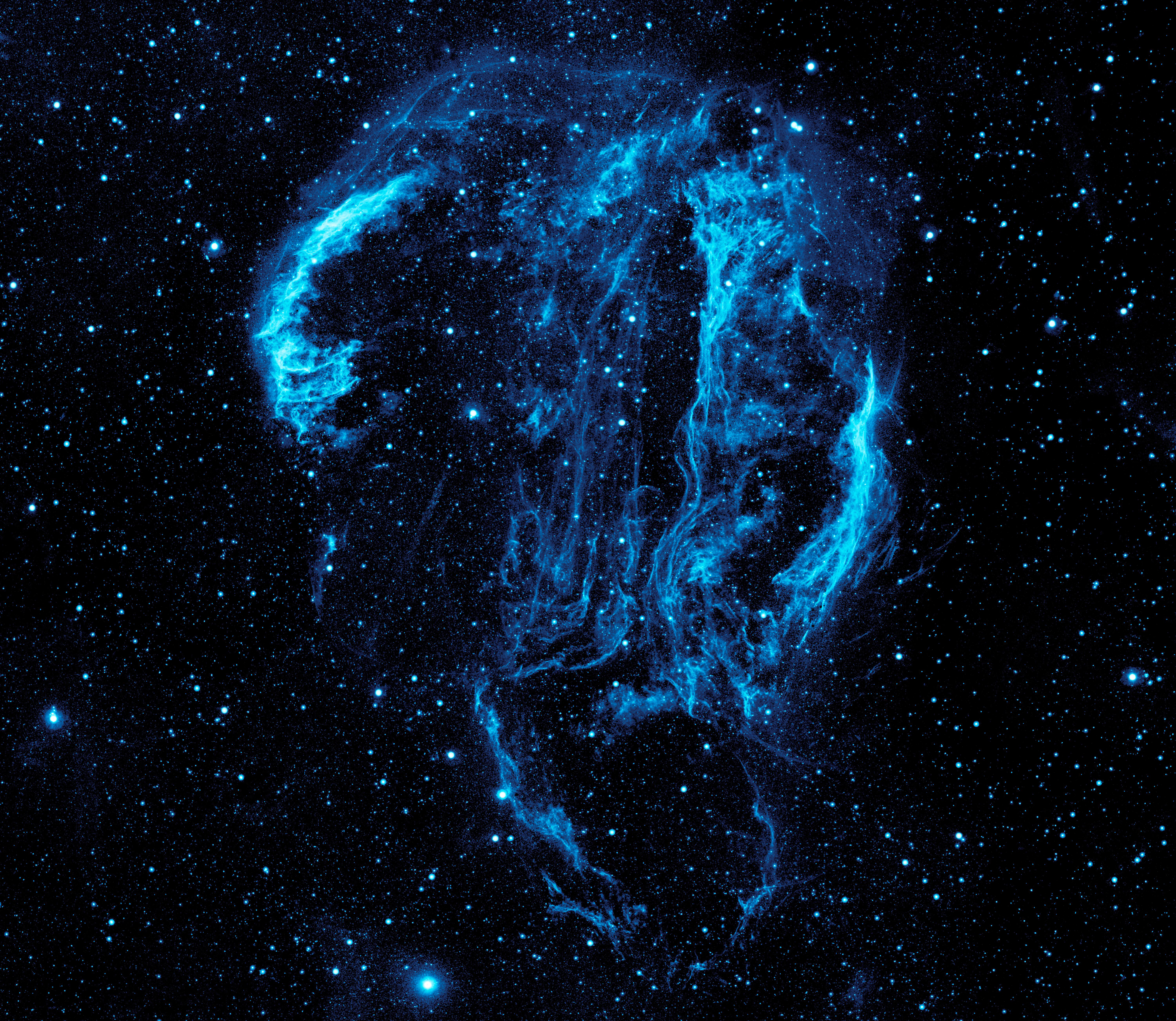
Une vue large de la nébuleuse dans l'ultraviolet
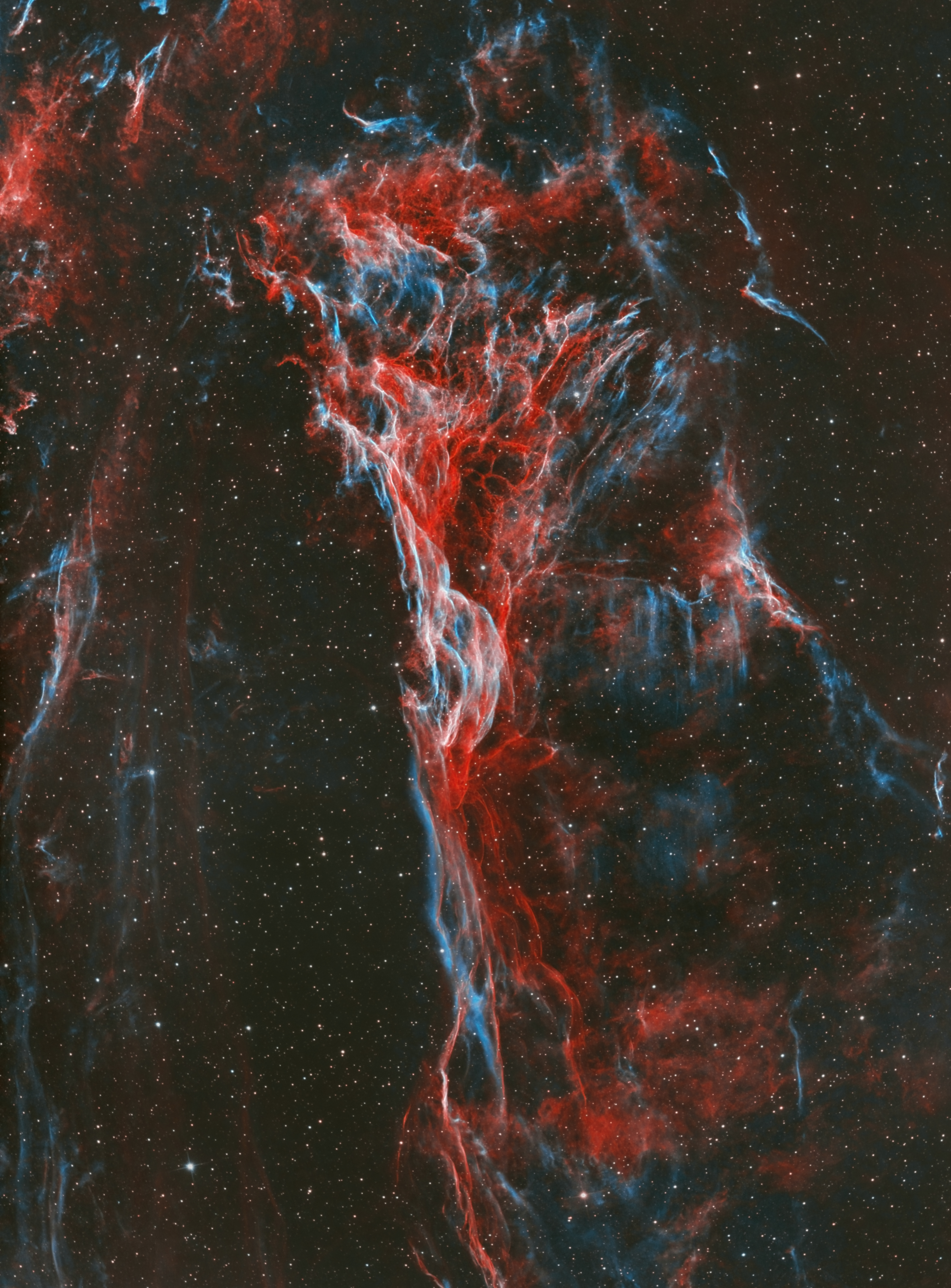
Le triangle de Pickering dans la nébuleuse du voile.
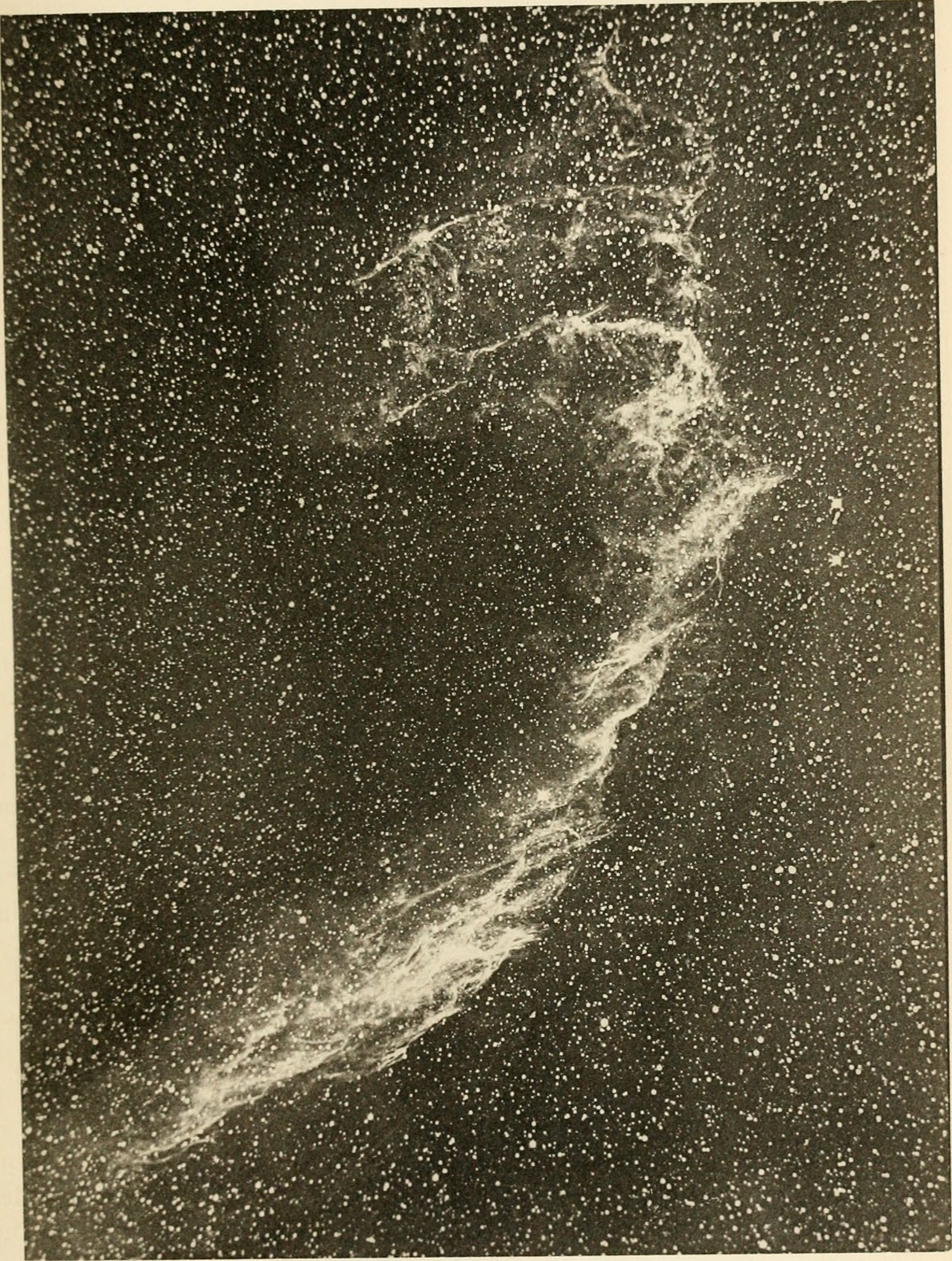
Image de George Willis Ritchey de ce qu'il appelait la Grande Nébuleuse du Cygne (dans les temps modernes, la Nébuleuse du Voile) ; prise avec le télescope réflecteur de deux pieds avec une exposition de 3 heures à l'Observatoire Yerkes en 1901.